# Клајнманов
Клајнманов (њем. Kleinmachnow) општина је у њемачкој савезној држави Бранденбург. Једно је од 38 општинских средишта округа Потсдам-Мителмарк. Према процјени из 2010. у општини је живјело 19.395 становника. Посједује регионалну шифру (AGS) 12069304.

## Географски и демографски подаци
Клајнманов се налази у савезној држави Бранденбург у округу Потсдам-Мителмарк. Општина се налази на надморској висини од 42 метра. Површина општине износи 11,9 km². У самом мјесту је, према процјени из 2010. године, живјело 19.395 становника. Просјечна густина становништва износи 1.624 становника/km².